# Plateau van Lannemezan

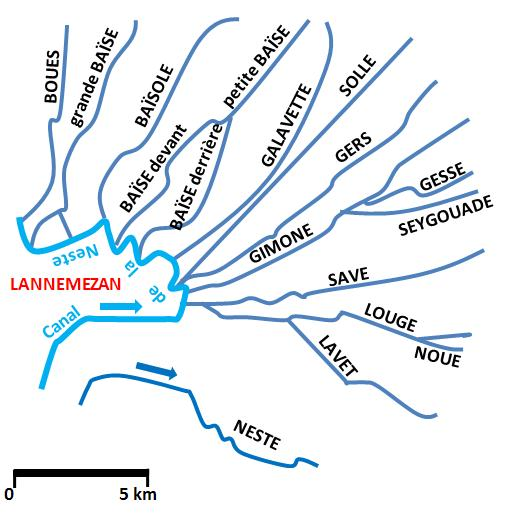
Waterkaart van het plateau van Lannemezan

Het Plateau van Lannemezan (fr: Plateau de Lannemezan) is een plateau in de regio Occitanie in Zuid-Frankrijk.

## Het plateau
Het plateau van Lannemezan is gelegen aan de voet van de Pyreneeën op een gemiddelde hoogte van 510 meter. Het ligt grotendeels in het departement Hautes-Pyrénées en deels in Haute-Garonne. Op het plateau ligt het irrigatiekanaal  het Kanaal van de Neste (fr: Canal de la Neste).

## Het samenwerkingsverband
De Communauté de Communes du Plateau de Lannemezan (CCPL) is een samenwerkingsverband tussen acht gemeenten op het plateau. Zo'n verband wordt ook wel afgekort een EPCI (établissement public de coopération intercommunale) genoemd. De deelnemende gemeenten liggen in het departement Hautes-Pyrénées (arrondissement Bagnères-de-Bigorre). De samenwerking werd op 24 december 2003 gestart. Voorzitter van het verband is de burgemeester van het stadje Lannemazan, Bernard Plano. De CCPL heeft een kantoor in Lannemezan. In het 6 974 km² grote gebied van het verband wonen 7 978  (2006) mensen.

#### De dorpen
| - Arné - Campistrous - Clarens | - Lagrange - Lannemezan - Pinas | - Réjaumont - Tajan |  |